# Campeonato de Hong Kong de Ciclismo em Pista
Os campeonatos de Hong Kong de ciclismo em pista são os campeonatos nacionais de ciclismo em pista de Hong Kong.

## Palmarés Homens

### Quilómetro
| Ano  | Vencedor        | Segundo      | Terceiro    |
| ---- | --------------- | ------------ | ----------- |
| 2013 | King Wai Cheung | Shiu Ka Ming | Wu Lok Chun |

### Keirin
| Ano  | Vencedor        | Segundo              | Terceiro         |
| ---- | --------------- | -------------------- | ---------------- |
| 2013 | Cheung King Wai | Wu Lok Chun          | Shiu Ka Ming     |
| 2015 | Chau Dor Ming   | Leung Chun Wing      | Choy Hiu Fung    |
| 2017 | Chau Dor Ming   | Matthew Fung Pak Hei | Wong Tsz Chin    |
| 2018 | Law Tsz Chun    | Chau Dor Ming        | Leung Chun Longo |

### Velocidade individual
| Ano  | Vencedor      | Segundo          | Terceiro             |
| ---- | ------------- | ---------------- | -------------------- |
| 2013 | Shiu Ka Ming  | Kwok Ho Ting     | Cheung King Wai      |
| 2015 | Chau Dor Ming | Leung Ka Yu      | Law Kwun Wa          |
| 2017 | Chau Dor Ming | To Cheuk Hei     | Matthew Fung Pak Hei |
| 2018 | Law Tsz Chun  | Leung Chun Longo | Chau Dor Ming        |

### Velocidade por equipas
| Ano  | Vencedor                                | Segundo | Terceiro |
| ---- | --------------------------------------- | ------- | -------- |
| 2015 | Leung Chun Wing Leung Ka Yu Law Kwun Wa |         |          |

### Perseguição individual
| Ano  | Vencedor        | Segundo         | Terceiro    |
| ---- | --------------- | --------------- | ----------- |
| 2013 | Kwok Ho Ting    | Cheung King Wai | Wu Lok Chun |
| 2017 | Leung Chun Wing | Cheung King Lok | Ko Siu Wai  |

### Perseguição por equipas
| Ano  | Vencedor                                                           | Segundo                                                       | Terceiro |
| ---- | ------------------------------------------------------------------ | ------------------------------------------------------------- | -------- |
| 2013 | Cheung Fu Shiu Cheung King Wai Ko Siu Wai Kwok Ho Ting             | Ming Tsang Kai Shiu Ka Ming Wu Lok Chun Ying Hon Ronald Yeung |          |
| 2014 | Leung Chun Wing Leung Ka Yu Wu Lok Chun Cheung King Wai            |                                                               |          |
| 2015 | Leung Chun Wing Leung Ka Yu Maximilian Gil Mitchelmore Law Kwun Wa |                                                               |          |

### Corrida por pontos
| Ano  | Vencedor        | Segundo         | Terceiro                   |
| ---- | --------------- | --------------- | -------------------------- |
| 2015 | Leung Chun Wing | Lau Wan Hei     | Maximilian Gil Mitchelmore |
| 2017 | Mow Ching Ying  | Cheung King Lok | Leung Chun Wing            |
| 2018 | Cheung King Lok | Leung Ka Yu     | Mow Ching Yin              |

### Scratch
| Ano  | Vencedor        | Segundo         | Terceiro        |
| ---- | --------------- | --------------- | --------------- |
| 2015 | Leung Chun Wing | Lau Wan Yau     | Leung Ka Yu     |
| 2017 | Leung Ka Yu     | Leung Chun Wing | Mow Ching Ying  |
| 2018 | Fung Ka Hoo     | Lau Wan Hei     | Cheung King Lok |

### Omnium
| Ano  | Vencedor        | Segundo         | Terceiro                   |
| ---- | --------------- | --------------- | -------------------------- |
| 2013 | Kwok Ho Ting    | Cheung King Wai | Ko Siu Wai                 |
| 2015 | Leung Chun Wing | Fung Ka Hoo     | Maximilian Gil Mitchelmore |
| 2017 | Leung Chun Wing | Ko Siu Wai      | Leung Ka Yu                |
| 2018 | Leung Ka Yu     | Fung Ka Hoo     | Leung Chun Wing            |

## Mulheres

### 500 metros
| Ano  | Vencedor    | Segundo      | Terceiro    |
| ---- | ----------- | ------------ | ----------- |
| 2013 | Wai Sze Lee | Wai Ting Liu | Qianyu Yang |

### Keirin
| Ano  | Vencedor       | Segundo        | Terceiro            |
| ---- | -------------- | -------------- | ------------------- |
| 2013 | Wai Sze Lee    | Xiao Juan Diao | Hiu Tung Tsang      |
| 2015 | Zhao Juan Meng | Yao Pang       | Yang Qian Yu        |
| 2018 | Wai Sze Lee    | Li Yin Yin     | Jessica Lee Hoi-yan |

### Velocidade individual
| Ano  | Vencedor       | Segundo             | Terceiro     |
| ---- | -------------- | ------------------- | ------------ |
| 2013 | Wai Sze Lee    | Hiu Tung Tsang      | Wai Ting Liu |
| 2015 | Zhao Juan Meng | Yang Qian Yu        | Yao Pang     |
| 2017 | Meu Wing Yu    | Li Yin Yin          |              |
| 2018 | Wai Sze Lee    | Jessica Lee Hoi-yan | Meu Wing Yu  |

### Velocidade por equipas
| Ano  | Vencedor                    | Segundo | Terceiro |
| ---- | --------------------------- | ------- | -------- |
| 2015 | Zhao Juan Meng Yang Qian Yu |         |          |

### Perseguição individual
| Ano  | Vencedor     | Segundo        | Terceiro     |
| ---- | ------------ | -------------- | ------------ |
| 2013 | Jamie Wong   | Xiao Juan Diao | Yang Qian Yu |
| 2017 | Bo Yee Leung | Yao Pang       | Yang Qian Yu |

### Perseguição por equipas
| Ano  | Vencedor                                              | Segundo                                              | Terceiro |
| ---- | ----------------------------------------------------- | ---------------------------------------------------- | -------- |
| 2013 | Xiao Juan Diao Zhao Juan Meng Jamie Wong Yang Qian Yu | Wai Sze Lee Bo Yee Leung Wai Ting Liu Hiu Tung Tsang |          |

### Corrida por pontos
| Ano  | Vencedor     | Segundo        | Terceiro     |
| ---- | ------------ | -------------- | ------------ |
| 2015 | Bo Yee Leung | Zhao Juan Meng | Yao Pang     |
| 2017 | Yang Qian Yu | Xiao Juan Diao | Yao Pang     |
| 2018 | Yang Qian Yu | Xiao Juan Diao | Bo Yee Leung |

### Americana
| Ano  | Vencedor             | Segundo                     | Terceiro                          |
| ---- | -------------------- | --------------------------- | --------------------------------- |
| 2018 | Yao Pang Qianyu Yang | Bo Yee Leung Wing Yee Leung | Zhaojuan Meng Jessica Lee Hoi-yan |

### Scratch
| Ano  | Vencedor       | Segundo      | Terceiro       |
| ---- | -------------- | ------------ | -------------- |
| 2015 | Zhao Juan Meng | Yang Qian Yu | Bo Yee Leung   |
| 2017 | Xiao Juan Diao | Yang Qian Yu | Wing Yee Leung |
| 2018 | Xiao Juan Diao | Yang Qian Yu | Bo Yee Leung   |

### Omnium
| Ano  | Vencedor       | Segundo        | Terceiro     |
| ---- | -------------- | -------------- | ------------ |
| 2013 | Xiao Juan Diao | Yao Pang       | Jamie Wong   |
| 2015 | Yao Pang       | Zhao Juan Meng | Yang Qian Yu |
| 2018 | Xiao Juan Diao | Leung Hoi Wah  | Meu Yin Yu   |